# Homevideo
Homevideo je německý televizní film z roku 2011, který režíroval Kilian Riedhof. Film vznikl ve  spolupráci televizních stanic ARTE, NDR a BR. Snímek měl světovou premiéru na filmovém festivalu v Mnichově dne 27. června 2011.

## Děj
Rodiče patnáctiletého Jakoba Moormanna procházejí vážnou krizí ve vztahu, což se odráží na Jakobově prospěchu ve škole. Matka se rozhodne odstěhovat se, aby mohla začít život se ženou. Jakob je navíc zamilován do mladší spolužačky Hannah. Matka půjčí Jakobovu videokameru jeho spolužákům Henrym a Erikovi. Na paměťové kartě je však vedle záznamů Jakobovy rodiny také scéna, ve které Jakob vyznává svou lásku Hannah a scéna, ve které masturbuje. Henry vydírá Jakoba videonahrávkami a požaduje 500 eur, jinak záběry zveřejní na internetu. Jakobův otec je policista a získá kartu zpět. Jakob se uklidní, ale druhý den zjistí, že se kopie vyznání lásce a masturbace dostaly na internet prostřednictvím sociální sítě. Krátce poté si videa na mobilních telefonech vyměňují spolužáci. Jakob a Hannah jsou zesměšňováni a šikanováni. Hannah se od Jakoba odtáhne, její rodiče hrozí podáním žaloby. Jakob se na školním hřišti popere a je dočasně vyloučen ze školy. Rodiče Jakobovi najdou jinou školu. Když ho však pozná i jeden z tamních studentů, Jakob ve své situaci nevidí žádné východisko a spáchá sebevraždu služební zbraní svého otce.

## Obsazení
| Jonas Nay           | Jakob Moormann |
| Wotan Wilke Möhring | Claas Moormann |
| Nicole Marischka    | Irina Moormann |
| Sophia Boehme       | Hannah         |
| Jannik Schümann     | Henry          |
| Tom Wolf            | Erik           |
| Hans-Werner Meyer   | Robert         |
| Willi Gerk          | Tom            |

## Ocenění
- Deutscher Fernsehpreis: nejlepší televizní film, zvláštní ocenění (Jonas Nay)
- Deutscher Kamerapreis: kategorie Televizní film/Dokudrama (Benedict Neuenfels)
- Fernsehfilm-Festival Baden-Baden: Fernsehfilmpreis der Deutschen Akademie der Darstellenden Künste, cena diváků 3sat, zvláštní ocenění za inovativní a stylovou práci s kamerou (Benedict Neuenfels)
- Grimme-Preis: Jan Braren (scénář), Kilian Riedhof (režie), Benedict Neuenfels (kamera), Jonas Nay, Sophia Boehme (obsazení)
- Rose d'Or: nejlepší televizní film
- New Faces Award: nejnadějnější herec (Jonas Nay), nominace (Jannik Schümann)
- Günter-Strack-Fernsehpreis: Jonas Nay
- Shanghai TV Festival: Magnolia Award za nejlepší televizní film